# ¡No pasarán!
Но пасаран! (на испански: ¡No pasarán!; на френски: Ils ne passeront pas! или On ne passe pas! – „Няма да преминат!“) е политически лозунг, изразяващ твърдото намерение за неотстъпване от дадена позиция и нейната защита до последна възможност.
Счита се, че за първи път е употребен през 1916 г. при битката при Вердюн по време на Първата световна война от френския генерал Робер Нивел, макар понякога да се приписва и на маршал Филип Петен.
В българския език е по-популярен испанският вариант на израза, използван по време на гражданската война в Испания и станал символ на антифашисткото движение.
Подобен е лозунгът „Нито крачка назад!“ (на руски: Ни шагу назад!), който е същността на указа на народния комисар за отбраната на СССР от 28 юли 1942 г. № 227, въвеждащ жестока дисциплина в Червената армия, практически забраняващ отстъпление.
През 1980-те години фразата се използва често във връзка със Сандинистката революция в Никарагуа.